# Чёрное море (либретто)
«Чёрное море» — оперное либретто, написанное Михаилом Булгаковым в 1936 году, в СССР опубликовано в 1988 году (во времена перестройки). Начало работы над либретто знаменует переход М. А. Булгакова из МХАТа в Большой театр. Либретто послужило одним из источников сценария фильма «Бег» 1970 года.

## История написания

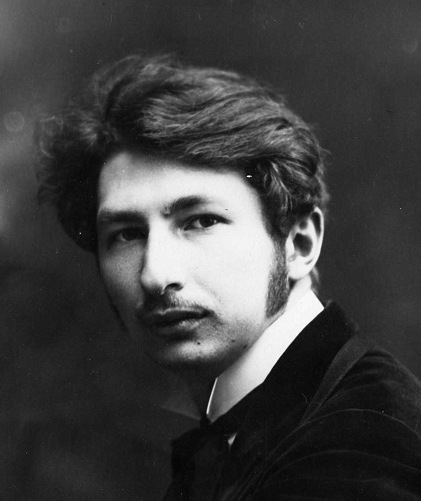
Сергей Городецкий, автор либретто к первой опере С. И. Потоцкого «Прорыв»

События 1936 года, когда произошел переход Булгакова в Большой театр и было написано либретто «Чёрное море», связаны с воздействием советской пропаганды на оперное искусство, которое, по распространённой оценке, проявилось 17 января 1936 года. В этот день был образован Комитет по делам искусств под управлением П. М. Керженцева, и в тот же день состоялась встреча Сталина и В. М. Молотова с авторами спектакля «Тихий Дон», в числе которых был и дирижёр спектакля С. А. Самосуд. Намеченную Сталиным «боевую программу для всего советского музыкально-театрального фронта» С. Самосуд с коллегами процитировал через четыре дня в опубликованной ими статье «Новый этап в развитии нашего театра»: «Нам, конечно, очень нужна оперная классика, но пора уже иметь и свою оперную классику». И Самосуд, и Керженцев непосредственно причастны к истории либретто «Черное море».
В создание «советской оперной классики» М. Булгаков был вовлечён в начале театрального сезона 1936—1937 гг. 9 сентября 1936 года С. И. Потоцкий, композитор и автор оперы «Прорыв» про штурм Перекопа,  обратился к Булгакову с просьбой о помощи в улучшении либретто Сергея Городецкого. Булгаков отказался. Тогда Потоцкий и режиссер Большого театра Т. Е. Шарашидзе приехали с визитом к Булгакову с предложением сделать либретто новой оперы на ту же тему. После уговоров Михаил Булгаков, испытывающий на тот момент трудности в работе для МХАТа, согласился написать либретто.  
14 сентября 1936 года жена драматурга, Е. С. Булгакова записала в дневнике:
Поздно вечером приехали: совсем больной, простуженный Самосуд, Шарашидзе и Потоцкий — «на полчаса». Сидели до трех часов ночи.
Самосуд:
— Ну, когда приедете писать договор — завтра? Послезавтра?
Это его манера так уговаривать. Сказал, что если М. А. не возьмется писать либретто, то он не поставит оперы Потоцкого.
М. А. в разговоре сказал, что, может быть, он расстанется с МХАтом.
Самосуд:

— Мы вас возьмём на любую должность. Хотите — тенором?
На следующий день М. А. Булгаков уволился из МХАТа и начал работать для Большого театра. В тетради с подготовительными материалами автор либретто датировал начало работы над «Чёрным морем» 16 октября 1936 года. А уже 4 ноябре 1936 года С. Самосуд в статье «Создадим советскую классическую оперу» сообщает, что композитор Б.В. Асафьев пишет музыку к опере «Минин и Пожарский» (по булгаковскому либретто), а сам Булгаков завершает работу над либретто оперы «Черное море» о «героической борьбе Красной армии».
Время окончания работы над первой редакцией драматург поставил в рукописи 18 ноября 1936 года, но, скорее всего, завершил либретто на несколько дней раньше. Готовое либретто Булгаков представил П. М. Керженцеву, председателю Комитета по делам искусств. Через два дня Керженцев сказал Булгакову, «что он сомневается в „Чёрном море“».
Дирекция театра потребовала доработать либретто и усилить «революционное» звучание. Согласно записям Е. С. Булгаковой, в марте 1937 года Булгаков работал над второй редакцией и, наконец, спустя полгода, 18 марта «после бешеной работы М. А. закончил „Чёрное море“» и сдал её в дирекцию театра. Музыка к опере так и не была написана.

## Действующие лица и прототипы

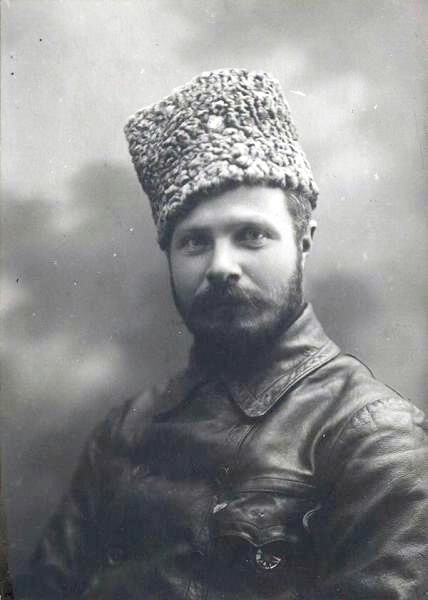
Михаил Фрунзе, прототип Михайлова, 1919 год

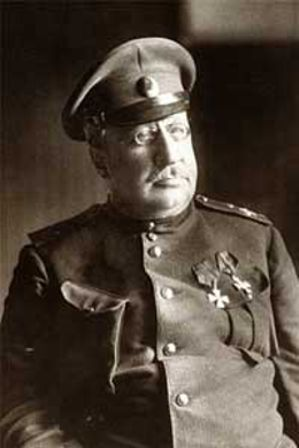
Владимир Зенонович Май-Маевский, прототип Анатолия Сидоровича Агафьева, 1919 год

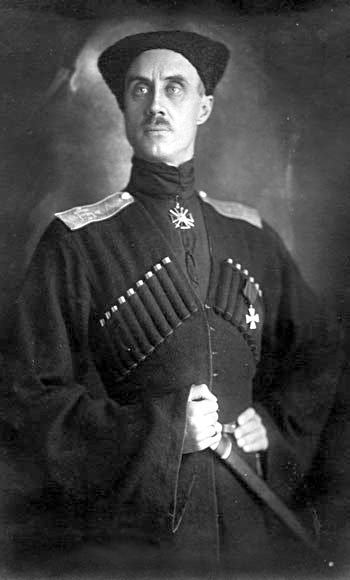
Белый главком барон Пётр Врангель

Драматург при создании «Чёрного моря» трансформировал в соответствии со спецификой оперного либретто многие образы своей пьесы «Бег» (прообразы действующих лиц из пьесы «Бег» приведены в скобках после действующих лиц либретто). Подобным образом связаны также герои пьесы Булгакова «Дни Турбиных» с героями его романа «Белая гвардия». Более того, высказывалось мнение, что в основу либретто «Чёрное море» были положены несколько дополнительных «снов» к пьесе «Бег», ранее написанных М. Булгаковым, чтобы добиться возобновления запрещённой к тому времени пьесы «Бег». В этом случае к сквозным героям «Бега» добавлялся, по идеологическим соображениям, прежде всего Михайлов (Фрунзе). 
- Болотова Ольга Андреевна, певица (Серафима Владимировна Корзухина — молодая петербургская дама).
- Маша, прислуга у Болотовых.
- Марич Андрей Васильевич, член подпольного ревкома и предводитель зеленых.
- Зейнаб, из отряда зеленых.
- Маслов, полковник, начальник контрразведки в Севастополе (Тихий — начальник контрразведки).
- Пантюша, из контрразведки.
- Болотов Алексей Петрович, художник (Сергей Павлович Голубков — приват-доцент).
- Михайлов, командующий красным фронтом.
- Командарм.
- Командир конной армии.
- Комдив.
- Генерал Агафьев Анатолий Сидорович (Роман Валерьянович Хлудов — генерал-лейтенант).
- Конферансье.
- Хозяин ресторана.
- Господин в пенсне.
- Генеральские дамы.
- Адъютанты генерала Агафьева.
- Цыганский хор.
- Человек в кепке.
- Сольский, Астров, Немилов — белые офицеры.
- Брегге, командир полка у белых (Де Бризар — командир гусарского полка у белых).
- Белый главком.
- Марк, вестовой главкома.
- Адъютант главкома.
- Цепи красных, офицерская рота, публика в ресторане, цыганский хор[13].

Что касается реальных исторических лиц, в то время как прототипом генерала Хлудова из «Бега» считается Я. А. Слащев, действующее лицо «Чёрного моря», Анатолий Сидорович Агафьев, погибает от разрыва сердца незадолго до будущего бегства белых из Севастополя, по образу и подобию белого генерала В. З. Май-Маевского. Прототипом военачальника красной армии — командующего фронтом Михайлова — был командующий Южным фронтом Михаил Фрунзе (партийный псевдоним — Михайлов). «Белый главком», генерал барон Врангель, в либретто ни разу не назван по имени, но дважды назван «бароном».
На основании анализа черновых материалов к либретто высказывалось предположение, что некоторые сюжетные ходы автор заимствовал из крымских изданий о событиях 1920 года, в которых, в частности, была история об аресте красных подпольщиков, для спасения которых планировалось проникновение в здание контрразведки группы боевиков, переодетых в белогвардейскую форму (как в сюжете либретто). Единственный спасшийся (сбежавший из контрразведки) подпольщик имел фамилию Болотов, как и главный герой либретто, а фамилия одного из командиров подполья, Максима Любича, трансформировалась в «Марич». Именно после разгрома подпольных организаций весной 1920 года большевики в Крыму вынужденно примкнули к зелёным партизанам Крымской повстанческой армии, что сделало Марича «красно-зелёным».

## Сюжет
В квартире Болотовых в Симферополе контрразведчик Маслов арестовывает хозяйку, певицу Болотову, и увозит в Севастополь. Болотов, художник и глава семейства, едет в Севастополь, чтобы выручить её. В это же время Красная армия, воспользовавшись тем, что ветер отогнал воду из Сиваша, начинает штурм укреплений Крыма. В ресторане «Гоморра» генерал Агафьев пьёт с цыганами. 
Бриллиантовою россыпью 

сверкает мой бокал! 

Вот входит легкой поступью 

наш милый генерал! 

Мы любим генерала, 

он нашу жизнь спасет…

Нам сердце подсказало, 

что он к нам вновь придет!… 

И грянул хор напев любимый, 

и хлынуло вино рекой! 

К нам приехал наш родимый 

Анатолий Сидорович дорогой!
Появляется Болотов и требует отпустить его жену, но генерал получает известие о прорыве красных и умирает от потрясения. В произведении показаны как белые офицеры, так и одержавшие победу красные войска. 
Итак, все кончено. Войне конец, пришел конец бесславный. О, мученье! И надо мне уйти с земли, напрасно орошенной кровью. И нет иной земли... Туда, на море, а потом в безвестный путь... О, предки славные мои, не раз в боях прошедшие Европу, вы видели страдания мои... Уйти навек!
Белый главком по просьбе Болотова пишет записку для своего адъютанта с просьбой разобраться в деле Болотовой, но адъютант уже сбежал. С этой запиской и в форме сбежавшего адъютанта Болотов проникает в кабинет Маслова и убивает его, освобождая свою жену и предводителя красно-зеленых Марича. Вместе с Маричем и его возлюбленной Зейнаб Болотовы видят с горы, как военные корабли покидают Севастополь.
В согласии с советскими стереотипами эпохи гражданской войны, интеллигенты ожидаемо становятся на сторону красных и помогают им: Болотова спасает от погони Марича, а Болотов убивает Маслова.

## Отношение автора и критиков к произведению
Булгаков сознавал бесперспективность этого «революционного» либретто. Об этом свидетельствует отсутствие в его переписке и в аккуратном и подробном дневнике жены каких-либо следов попыток писателя добиться постановки «Чёрного моря». Другие либретто — «Рашель», «Минин и Пожарский» и «Пётр Великий» — у Булгакова вызывали переживания, он делал всё возможное, чтобы увидеть их на сцене, но у него не вызвало ни малейшего огорчения, что опера «Чёрное море» не состоялась. Историк Б. В. Соколов считал либретто самым бездарным произведением Булгакова.
С ним полемизирует музыковед и литературовед Н. Г. Шафер, который подчёркивает в первую очередь, что оценка либретто в отрыве от музыкальной составляющей неправомерна. С одной стороны, либретто даже лучших опер при литературном чтении могут казаться лишёнными драматического содержания, и это не недостаток либретто, а его специфика как особого драматического жанра. С другой стороны, прекрасно знавший оперную музыку Булгаков привнёс в либретто «Чёрное море» много аллюзий из классических опер, что могло бы доставить удовольствие слушателям.  Например, ария покидающего родину белого главкома основана на арии покидающего родину Дубровского из одноимённой оперы по повести Пушкина, а чтобы подчеркнуть карикатурность белых контрразведчиков, в их дуэт включена строчка из «Песенки Герцога» из оперы «Риголетто».

## Экранизация
Фильм «Бег» 1970 года был снят по мотивам произведений Михаила Булгакова «Бег», «Белая гвардия» и «Чёрное море».

## Комментарии
1. ↑  Ничто не происходит просто так, как считал сам Булгаков. Он знал и любил оперу, в молодости действительно подумывал о карьере оперного певца[10]
2. ↑  Название ресторана «Гоморра», одноимённое с уничтоженным за грехи библейским городом, символизирует порочность[18] и обречённость старого мира[1][18]
3. 1 2  Наум Шафер отмечает[20] аллюзию с арией Дубровского из одноимённой оперыИтак, всё кончено... Судьбой неумолимой

Я осужден быть сиротой.

Ещё вчера имел я хлеб и кров родимый,

А завтра встречусь с нищетой.

Покину вас, священные могилы,

Мой дом и память юных детских лет!

Пойду, бездомный и унылый,

Путем лишения и бед.
4. ↑  Ольга Болотова больна тифом, как и героиня пьесы «Бег» Серафима[7]. Болезнь Ольга и
Серафимы приносит им бред, который заслоняет внешний мир и даёт возможность видеть только то, что по-настоящему им близко – музыка, вальс[22]